# Chile i olympiska sommarspelen 1924
Chile deltog med 13 deltagare vid de olympiska sommarspelen 1924 i Paris.  Ingen av landets deltagare erövrade någon medalj.